# مسرح شيكاغو
مسرح شيكاغو، الذي كان يُعرف في الأصل باسم مسرح بالابان وكاتز شيكاغو، يُعتبر من أبرز المسارح الواقعة في شارع نورث ستيت بمنطقة لوب في شيكاغو، إلينوي. بُني المسرح عام 1921، وكان يُعد حجر الأساس لسلسلة مسارح بالابان وكاتز (B&K) التي أسسها أيه. جي. بالابان وشقيقه بارني بالابان وشريكهما سام كاتز. ومنذ عام 1925 وحتى 1945، كان المسرح يُعتبر من أبرز دور السينما ضمن سلسلة B&K. اليوم، تمتلك وتدير شركة Madison Square Garden, Inc. مسرح شيكاغو كقاعة للفنون المسرحية بسعة 3600 مقعد، حيث يستضيف المسرح عروضًا مسرحية وعروض سحر وكوميديا وخطابات وأحداث رياضية وحفلات موسيقية.
أُدرج المبنى في السجل الوطني للأماكن التاريخية في 6 يونيو 1979، وتم تصنيفه كمعلم رسمي في شيكاغو في 28 يناير 1983. وتُعد لافتة مسرح شيكاغو الشهيرة، والتي تُعرف بلقب “الشعار غير الرسمي للمدينة”، واحدة من أبرز الرموز التي تظهر باستمرار في الأفلام والبرامج التلفزيونية والأعمال الفنية والصور الفوتوغرافية.